# Ambrus Kyri
Ambrus Kyri, eredeti nevén Ambrus Margit (Budapest, 1945. február 4. – Budapest, 2021. november 30.) magyar táncdalénekesnő, rádiós műsorvezető.

## Élete
1963-ban érettségizett a Hámán Kató Leánygimnáziumban.
Első férje a Juventus együttes énekese és vezetője, Pápai Faragó László volt. Házasságuk két és fél évig tartott. Utána újra férjhez ment korábbi, fiatalkori szerelméhez, akivel 5 év után váltak szét.

## Zenei és rádiós pályafutása
Egy nyilvános hangverseny alkalmával 1961 májusában fedezte fel az Országos Rendező Iroda egyik rendezője.
Pályakezdésére így emlékezett vissza a Világ Ifjúságában:
Minden csupa véletlen. Véletlenül meghallgattak a hanglemezgyárban, és nem véletlenül elkergettek a rádióból… Üvöltő dervisekre nincs szükség – mondták. Aztán véletlenül mégis behívtak. És a sok véletlen után 1964-ben működési engedélyt kaptam. Profi lettem.
Ő volt Magyarország első tinisztárja, stílusa és megjelenése alapján a magyar Rita Pavone-nak kiáltották ki.  A hetvenes években végigturnézta a keleti blokkot, énekelt az NDK-ban, Jugoszláviában, Csehszlovákiában és a Szovjetunióban, megjelenésével, éneklési, előadóművészi stílusával korának tipikus nőfiguráját, majd áhított nőideálját testesítette meg. Angol és olasz nyelven is jelentek meg lemezei.
1972-ig minden Táncdalfesztiválon indult, 1967-ben Fenyvesi Gabival megosztott harmadik lett a Nappalok és éjszakák című dalával. Két évvel korábban az Intervíziós Dalversenyen a Hiszem, ha akarom című slágerét a zsűri különdíjjal jutalmazta.
A hetvenes években visszavonult a zenéléstől, de 1982-ben szerepelt Tarr Béla Panelkapcsolat című filmjében, ahol saját magát alakította. 1983-ban jelent meg egyetlen nagylemeze.
Majdnem két évtizeden át, 1993-ig műsorvezetője volt a Magyar Rádiónak, főleg könnyűzenei, de más műsoroknak is (Magnósok, figyelem!,  Magnóról magnóra, Könnyűzenei koktél). 1993-ban a rádió nagy leépítési hullámába ő is bekerült. 
A hatvanas évek végén a Kovács Kati, Koncz Zsuzsa és Zalatnay Sarolta nevével fémjelzett beatgeneráció hódított magának egyre nagyobb teret és közönséget, viszont mindenképp egy életérzést testesített meg, neve kihagyhatatlan a hazai könnyűzene történetéből. Olyan slágerek fűződnek nevéhez, mint az Ilyen a twist, az Elment a papa, mama, a Nem híres dzsesszénekes, de Aradszky Lászlóval is énekelt duetteket, például az Állatkerti sétát vagy a Bombajót. Sokak szerint a Fehér házikó volt a leghíresebb dala.

## Érdekességek
Példaképének Brenda Leet tartotta, szépségideálja pedig Claudia Cardinale volt.
Legfőbb hivatásának az újságírást tartotta. Amikor visszavonult a színpadtól, ennek művelésére lehetősége is adódott. Vágyairól így nyilatkozott a Világ Ifjúságának:
Több variáció egy témára: énekelni még egy darabig, tovább tanulni, hogy újságíró lehessek, s egy ötös találat sem ártana a lottón.

## Slágerei
- Bemutatlak téged a mamámnak (1967) (duett Sztevanovity Zoránnal)
- Csak egyet ints (1965)
- Egy fecske nem csinál tavaszt (1968)
- Én nem tudom, mi lelte ezt a Gabit (1965)
- Fehér házikó (1968)
- Kati súgj (1965)
- Nappalok és éjszakák (1967)
- Taka-taka (1972)
- Egy dubrovniki halász
- Ma éjjel (1968)
- Nem híres jazzénekes (1965)
- Többet ér a boldogságom (1969)
- Nem tudok náladnélkül élni (1966)
- Elment a papa, mama (1966)
- Sétahajó
- Postás bácsi (1968)
- Színes üveggolyó (1970)
- Ilyen a twist (1963)
- A kutyának sem kell (1970)
- Nézz rám (1969)
- Egy láda arany  (1967) (Sztevanovity Zoránnal, Harangozó Terivel és Magay Klementinával)
- Hogyha hű a kedvesem (1967) (Koncz Zsuzsával és Zalatnay Saroltával)

## Lemezei
Sok kislemeze jelent meg 1962 és 1971 között, 1983-ban pedig végre egy nagylemeze is, kyri címmel.
- A. oldal

1. Nyári szerelem (Németh Gábor–Neményi Tamás)
2. Csin-csin (Daniele Pace–Hoffmann Ödön)
3. Fekete szárnyú kismadár (Koncz Tibor–Bradányi Iván)
4. Minden ember szerelmes lesz egyszer (Ken Lane- Taylor–Bradányi Iván)
5. 16 éves volt és szőke (Horváth Jenő–Rákosi János)
6. Nem is oly rég (Máté Péter–Márkus József)

- B. oldal

1. Új mesék a bécsi erdőről (Johann Strauss-Körmendi Vilmos feld.–Bradányi Iván)
2. Fehér házikó (Detto Mariano-Don Backy–Vándor Kálmán)
3. Táncoló hópihék (Körmendi Vilmos feld.–Bradányi Iván)
4. Chattanooga Choo Choo (Harry Warren-Mack Gordon–Bradányi Iván)
5. A húszas évek diszkója (Körmendi Vilmos feld.–Bradányi Iván)
6. Tudd meg, hogy szeretlek (Hajdú Júlia–Szenes Iván)
7. Egy fiú a gitárral (Wolf Péter–Fülöp Kálmán)

- Közreműködik

Harmónia énekegyüttes, Stúdió 11, Wolf együttes, Magyar Rádió Vonós Tánczenekara, vezényel: Körmendi Vilmos
- Zenei rendező

Körmendi Vilmos, Wolf Péter,
- Felvétel

A Magyar Rádió felvételei